# 192 Nausikaa
Nausicaa o 192 Nausikaa è un asteroide della fascia principale del diametro medio di circa 103,26 km. Scoperto nel 1879, presenta un'orbita caratterizzata da un semiasse maggiore pari a 2,4040059 UA e da un'eccentricità di 0,2457705, inclinata di 6,81438° rispetto all'eclittica.
Il suo nome è dedicato a Nausicaa, figlia di Alcinoo re dei Feaci, che nell'Odissea dà ospitalità al naufrago Ulisse.